# كهبل صغير الثمار
كهبل صغير الثمار أو ديتار صغير الثمار (الاسم العلمي:Detarium microcarpum) هو نوع من النباتات يتبع جنس الديتار من الفصيلة البقولية.